# 11083 Caracas
11083 Caracas è un asteroide della fascia principale. Scoperto nel 1993, presenta un'orbita caratterizzata da un semiasse maggiore pari a 2,3529577 au e da un'eccentricità di 0,1048526, inclinata di 4,72566° rispetto all'eclittica.
L'asteroide è dedicato all'omonima città, capitale del Venezuela.